# Cellio
Cellio – miejscowość i gmina we Włoszech, w regionie Piemont, w prowincji Vercelli.
Według danych na rok 2004 gminę zamieszkiwały 903 osoby, 90,3 os./km².
1 stycznia 2018 gmina została zlikwidowana.